# Otras canciones
Otras canciones es el séptimo álbum de estudio de Attaque 77.
El disco tiene la característica de ser un disco de versiones, en el que la agrupación develó influencias que van mucho más allá del punk, como pueden ser de León Gieco, Soda Stereo, Patricio Rey y sus Redonditos de Ricota, Roberto Carlos, Erasure y Abba, entre otras.
Los únicos dos videoclips de este disco fueron los de las canciones "No me arrepiento de este amor" y "Amigo / White trash".

## Canciones
| #  | Canción                                                   | Autor                                                                                         | Intérprete original          | Duración |
| -- | --------------------------------------------------------- | --------------------------------------------------------------------------------------------- | ---------------------------- | -------- |
| 1  | Perfección                                                | Renato Russo                                                                                  | Legião Urbana                | 05:16    |
| 2  | El jorobadito                                             | Jorge Serrano                                                                                 | Los Auténticos Decadentes    | 03:15    |
| 3  | Fotos de Lily                                             | Pete Townshend                                                                                | The Who                      | 02:44    |
| 4  | Canción del adiós                                         | Cristian Aldana                                                                               | El Otro Yo                   | 04:52    |
| 5  | Cinco estrellas                                           | Leo Masliah                                                                                   | Leo Masliah                  | 02:09    |
| 6  | Do you wanna dance?                                       | Bobby Freeman                                                                                 | The Beach Boys               | 01:51    |
| 7  | Escucha tu corazón                                        | Jake Burns - Henry Clooney - Ali McMordie - Dolphin Taylor                                    | Stiff Little Fingers         | 04:06    |
| 8  | La colina de la vida                                      | León Gieco                                                                                    | PorSuiGieco / León Gieco     | 03:37    |
| 9  | Un poco de respeto                                        | Vince Clarke & Andy Bell                                                                      | Erasure                      | 03:37    |
| 10 | Callejero                                                 | Alberto Cortez                                                                                | Alberto Cortez               | 04:49    |
| 11 | Amigo / White trash                                       | Roberto Carlos / Luca Prodan                                                                  | Roberto Carlos / Sumo        | 04:13    |
| 12 | No me arrepiento de este amor                             | Gilda                                                                                         | Gilda                        | 03:48    |
| 13 | Soy rebelde                                               | Manuel Alejandro                                                                              | Jeanette                     | 02:04    |
| 14 | Dame, dame, dame                                          | Benny Andersson & Björn Ulvaeus                                                               | ABBA                         | 03:37    |
| 15 | A galopar                                                 | Paco Ibáñez / Rafael Alberti                                                                  | Paco Ibáñez / Rafael Alberti | 02:17    |
| 16 | Beat on the brat                                          | Joey Ramone                                                                                   | Ramones                      | 04:04    |
| 17 | Otras canciones (Sweet Dreams / La Bestia Pop / Prófugos) | Annie Lennox & Dave Stewart / Indio Solari & Skay Beilinson / Gustavo Cerati & Charly Alberti | Ciro Pertusi (Attaque 77)    | 03:58    |

## Curiosidades
- Otras canciones es el único tema original del álbum. Sin embargo, contiene fragmentos de Sweet dreams, de Eurythmics; La bestia pop, de Patricio Rey y sus Redonditos de Ricota; y Prófugos, de Soda Stereo. La inclusión de estos dos últimos en una misma canción no es azarosa, ya que el público de ambas bandas siempre ha mantenido una rivalidad.
- La canción Amigo contiene al final una parte de White trash, de Sumo. A su vez, la canción Beat on the brat contiene al final una parte de Houses of the holy, de Led Zeppelin.
- Una de las canciones que quedó afuera del disco es Un día de invierno, perteneciente a Palito Ortega (este tema sería incluido 4 años después en su álbum Amateur). También quedaron afuera dos canciones: un cover de The Beatles y otra de Sex Pistols, una de las bandas que influenció a Attaque 77.

## Integrantes
- Ciro Pertusi: Voz líder y guitarra rítmica.
- Mariano Martínez: Guitarra líder y voz.
- Luciano Scaglione: Bajo y coros.
- Leo De Cecco: Batería.